# SemEval
SemEval (de l'anglès Semantic Evaluation) és una sèrie de tallers d'avaluacions d'anàlisi semàntica computacional. Evolucionà de la sèrie d'avaluacions Senseval. L'objectiu és explorar la naturalesa del significat en el llenguatge, que malgrat ser un concepte intuïtiu per als humans, esdevé més complicat en el món de la computació.
Les primeres tres edicions, del Senseval-1 al Senseval-3, se centraven en la desambiguació lèxica (WSD per les seves sigles en anglès). Cada vegada s'anava creixent en el nombre de llengües ofertes i d'equips participant-hi. Del quart taller ençà, el SemEval-1 del 2007, s'hi inclouen tasques d'anàlisi semàntica més enllà de la desambiguació lèxica.